# Slottsskogen
Slottsskogen (littéralement : « la forêt du château ») est un grand parc forestier au cœur de la ville de Göteborg ouvert tous les jours à toute heure.
Dans ce parc est situé le musée d'histoire naturelle de Göteborg. On y trouve aussi un zoo et un vallon aux azalées Azaleadalen planté d'une multitude d'azalées multicolores.

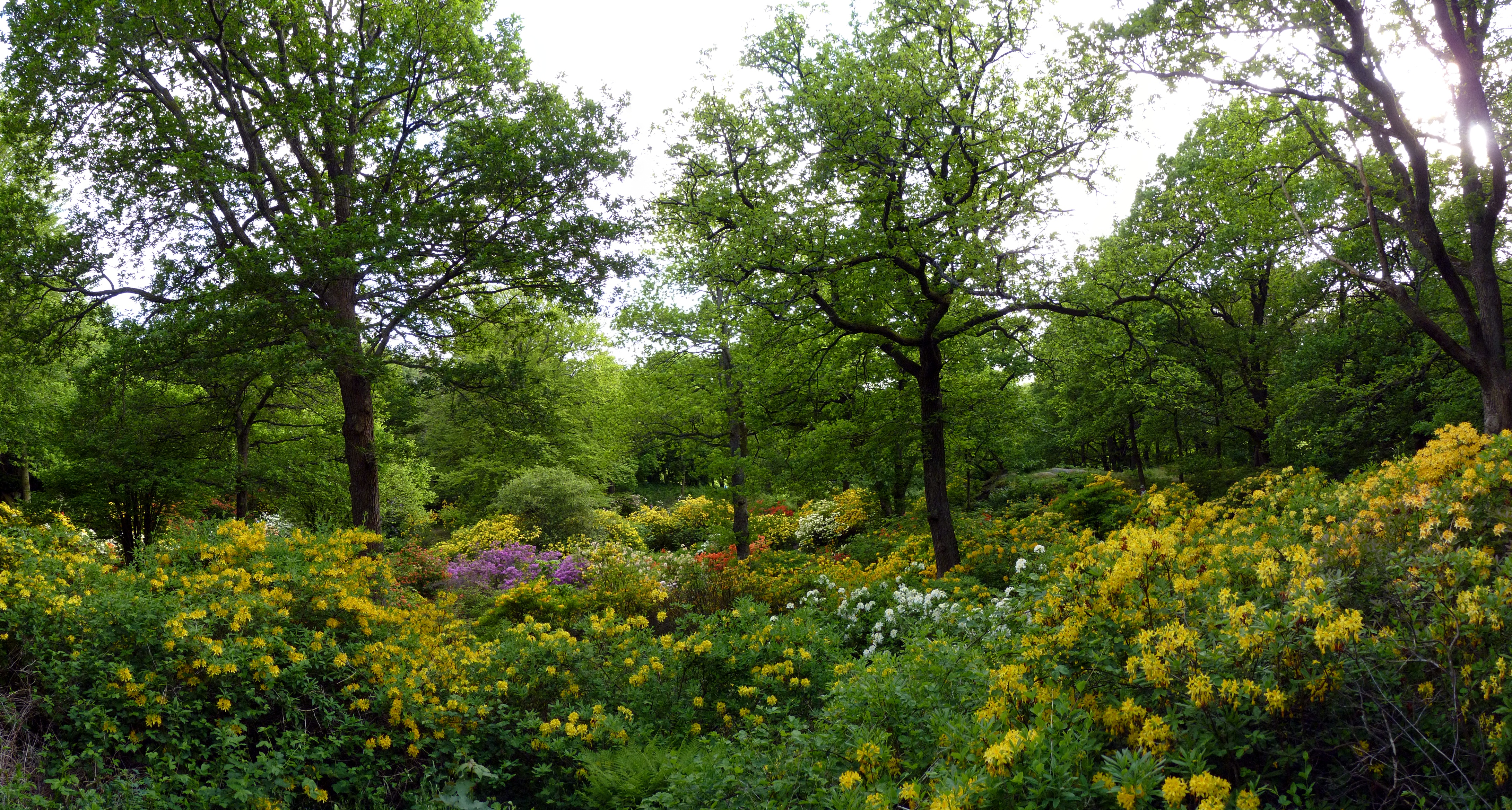
LAzaleadalen (la vallée des azalées) pendant l'époque de la floraison